# 天主教馬塔莫羅斯教區
天主教馬塔莫羅斯教區（拉丁語：Dioecesis Matamorensis）是墨西哥一個羅馬天主教教區，屬蒙特雷總教區。
教區成立於1958年2月16日，位於塔毛利帕斯州東北部。2004年有教友1,665,000人（佔轄區總人口90.0%）、五十六個堂區、111名司鐸。現任教區主教為魯伊·倫東·萊阿爾。